# Cleora legrasi
Cleora legrasi är en fjärilsart som beskrevs av Claude Herbulot 1955. Cleora legrasi ingår i släktet Cleora och familjen mätare. Inga underarter finns listade i Catalogue of Life.